# 黄坛三堂
29°18′0″N 121°22′19″E / 29.30000°N 121.37194°E
黄坛三堂是浙江省宁海县三处古代院落的统称，位于黄坛镇黄坛村，包含厚诒堂、益善堂和克绍堂。原有居易堂，合称黄坛四堂，为黄坛严氏坤房小四房的居所，后居易堂焚毁，故称黄坛三堂。其中，厚诒堂完工于嘉庆十年，为祖堂，以砖雕、石雕、木雕见长。益善堂以石花窗和雕板为特色。而克绍堂兼具台州传统建筑和苏州园林建筑特色为一体。三座建筑各具特色，具有较高的艺术价值。2005年3月16日，黄坛三堂被纳入浙江省文物保护单位。
- 厚诒堂，坐东朝西
- 益善堂，坐北朝南
- 克绍堂，坐西朝东